# Крус-Машаду
Крус-Машаду (порт. Cruz Machado) — муниципалитет в Бразилии, входит в штат Парана. Составная часть мезорегиона Юго-восток штата Парана. Входит в экономико-статистический микрорегион Униан-да-Витория. Население составляет 18 479 человек на 2006 год. Занимает площадь 1477,372 км². Плотность населения — 12,5 чел./км².
Праздник города — 14 декабря.

## История
Город основан в 1951 году.

## Статистика
- Валовой внутренний продукт на 2003 год составляет 118 002 121,00 реалов (данные: Бразильский институт географии и статистики).
- Валовой внутренний продукт на душу населения на 2003 год составляет 6516,93 реалов (данные: Бразильский институт географии и статистики).
- Индекс развития человеческого потенциала на 2000 год составляет 0,712 (данные: Программа развития ООН).

## География
Климат местности: субтропический. В соответствии с классификацией Кёппена, климат относится к категории Cfa.